# 香川知晶
香川 知晶（かがわ ちあき、男性、1951年 - ）は、日本の倫理学者、山梨大学名誉教授。
専門はフランス哲学、応用倫理学（生命倫理学、脳神経倫理学）。

## 略歴
北海道生まれ。埼玉大学卒業、筑波大学大学院博士課程満期退学。千葉大学教養部助手、帝京平成短期大学助教授、1995年山梨医科大学助教授、2002年山梨大学医学部教授、医学工学総合研究部教授。

## 著書
- 『生命倫理の成立 人体実験・臓器移植・治療停止』（勁草書房） 2000
- 『パラドックスの面白さがわかる本 あなたの脳をパニックにする知的ゲームへの招待』（河出書房新社、Kawade夢新書） 2000
- 『死ぬ権利 カレン・クインラン事件と生命倫理の転回』（勁草書房） 2006
- 『命は誰のものか』（ディスカヴァー・トゥエンティワン、ディスカヴァー携書） 2008

### 共編著
- 『バイオエシックス入門』（今井道夫共編、東信堂） 1992
- 『メタバイオエシックスの構築へ 生命倫理を問いなおす』（小松美彦共編著、NTT出版） 2010
- 『生命倫理の基本概念』（樫則章共責任編集、丸善出版、シリーズ生命倫理学） 2012
- 『生命倫理の源流 戦後日本社会とバイオエシックス』（小松美彦共編、岩波書店） 2014

## 翻訳
- 『いじめ、ひとりで苦しまないで 学校のためのいじめ防止マニュアル イギリス教育省の試み』（イギリス教育省、池弘子共訳、東信堂） 1996
- 『デカルト全書簡集 第3巻 (1638-1639)』（武田裕紀, 安西なつめ, 小沢明也, 曽我千亜紀, 野々村梓, 東慎一郎, 三浦伸夫, 山上浩嗣, クレール・フォヴェルグ共訳、知泉書館） 2015

## 論文
- Cinii